# Han Fej-ce
Han Fej (Han Fei) (tiszteleti nevén: Han Fej-ce (Han Feizi) 韓非子) kínai legista filozófus. Az egyik legkiemelkedőbb legista mű, a nevét viselő Han Fej-ce (Han Feizi) szerzője. A magát konfuciánusnak nevező Hszün-ce (Xunzi) tanítványa volt. Tanításai nagy hatással voltak Csin Si Huang-ti (Qin Shi Huangdi)ra, Kína első császárára. Han Fej (Han Fei) nem a szó hagyományos értelmében vett filozófus. Jelentősége abban van, hogy a régebbi és a kortárs filozófusok eredményeire támaszkodva gyakorlati-politikai elméletet dolgozott ki.

## Élete
A Han (韓) állam királyi családjának leszármazottja, Li Sze (Li Si)vel (i. e. 280–208) együtt Hszün Csing (Xun Qing) tanítványai voltak. Mivel dadogott, s így nem tudott hatékonyan érvelni az udvari vitákban, jelentős politikai szerephez sem jutott. Nézeteit írásban fejtette ki.
Mikor Csin (Qin) elfoglalással fenyegette Han államot, a Han-beli An király Han Fej (Han Fei)t küldte követségbe a Csin (Qin) udvarhoz i. e. 234-ben. Cseng (Zhen) király, aki nagy tisztelője volt Han Fej (Han Fei) munkásságának, illő tisztelettel fogadta, de egykori tanítvány társa, Li Sze (Li Si), aki ekkorra már a király főtanácsosa lett, ellene fordította a királyt. Ezek után Han Fej (Han Fei)t börtönbe vetették, ahol öngyilkos lett. Állítólag Li Sze (Li Si) rágalmazta meg őt féltékenységből. A király később megbánta döntését, az utolsó pillanatban megkegyelmezett neki, mire azonban küldötte megérkezett, már késő volt.

## Műve
Az államhatalom elméletével foglalkozó írás, amely egyesíti magában Shang Yang, Sen Tao (Shen Dao) és Sen Pu-haj (Shen Buhai) nézeteit. Gyakran említik e művel párhuzamként Machiavelli értekezését. Ez az egyetlen legista mű, amely teljes egészében máig megőrződött. A munka lényege, hogy az abszolút rend csak a törvény és a megfelelő politikai eszközök, valamint egy kollektíven elismert autoritatív hatalom együttes létezésével valósítható meg. Az írás 55 fejezetből áll, és a politikát érintő kérdések mellett helyet kapnak episztemológiai problémák tárgyalásai is. A fejezeteknek nem mindegyike eredeti, van köztük, amely későbbi rekonstrukció, legtöbbjükről azonban elmondható, hogy Han fej-ce (Han Feizi) és közvetlen követői írták le őket az i. e. 3. század második felében.
A mű eredeti címe Han-ce (Hanzi) volt, és csak a Tang-kortól kezdve változott Han fej-ce (Han Feizi)re. Széles körben ismert volt a Csin (Qin)- és a Han-korban. Találunk rá utalásokat a Huaj-nan-ce (Huainanzi)ben, a Si-csi (Shiji)ben és a Jen-tie-lun (Yantielun)ban is, továbbá Vang Csung (Wang Chong) Lun-heng (Lunheng) című munkájának egy fejezetében, ahol a szerző Han Fej (Han Fei) filozófiájának cáfolatát adja.
A Han Fej-ce (Han Feizi) sokat merít Sang Jang (Shang Yang) elképzeléseiből. Központi véleménye, hogy az állam szempontjából bármilyen hivatalos irat, amely nem áll kapcsolatban a törvényekkel, veszélyes és felesleges. Átveszi a si (shi) ’hatalmi alap’ („Han Fej-ce (Han Feizi) számára érthetően és világosan megfogalmazott és mindenkin szigorúan számon kért törvényeket jelent.”) fogalmát a Kuan-ce (Guanzi)ből. Továbbá kölcsönzi a szintén legista Sen Pu-haj (Shen Buhai)tól a shu ’politikai eszközök’ fogalmát. A fogalom azokra az adminisztratív módszerekre utal, amelyek révén megfelelő módon képes kiválasztani és irányítani alattvalóit az uralkodó, miközben hatalma fenntartható marad. Az ország irányítása szempontjából a büntetés és a jutalmazás alapelvei kerülnek előtérbe feladat és a tett összehasonlítása révén. A feladatok és tettek összevetése (hszing-ming (xingming)) igen fontos legista alapfogalom, amelynek lényege, hogy egy adott feladat követelményeit összevetik a végrehajtó személy konkrét tettével, ez alapján határozva meg annak jutalmát, avagy büntetését.
Han Fej (Han Fei) egy sajátosan értelmezett taoizmus koncepciót is hozzáadott a műhöz: A Han Fej-ce (Han Feizi) szerint – szemben a taoizmussal – „az uralkodó a nem-cselekvés révén a törvényeket és intézményeket hagyja automatikusan személytelenül, precízen és könyörtelenül működni.”
A jó kormányzáshoz nem szükséges a „bölcs uralkodó”, mivel a törvények, az intézmények, a hatalmi pozíció és az adminisztratív módszerek szükségtelenné teszik létét. A Han Fej-ce (Han Feizi) szerint a korábbi konfuciánusok túlzottan szélsőséges uralkodótípusokban gondolkodtak, ugyanakkor a valóságban a legtöbb uralkodó a két véglet között foglal helyet, és számukra a mű által javasolt stratégia jól működik. További kritikáját adja a konfuciánusoknak, mely szerint azok csak zavart okoznak, mivel az emberek a hatalmi pozíció és nem az igazságosság elve alapján engedelmeskednek az uralkodónak és az államnak. Fontos különbség a legizmus és a konfucianizmus között, hogy a konfucianizmus elve szerint a béke, jólét, jó kormányzás megteremtéséhez vissza kell térni a régi idők bölcs királyainak módszereihez. A legisták (Han fej-ce (Han Feizi), Li Sze (Li Si)) ellenben a múlt teljes tabula rasaját próbálták véghezvinni (vö.: Csin Si Huang-ti (Qin Shi Huangdi) könyvégetése), Han szerint az idők megváltoztak, és a szerző korában már egészen más eszközökhöz kell nyúlni. Ezért is tartja megfelelő módszernek a körülményeknek megfelelő, szigorú törvényeket betartató, erőszakos, hatalmi pozícióból uralkodó államot.
Han szerint az emberek alapvetően rosszak, és teljesen mechanikusan működnek: elkerülik, ami rossz, és igyekeznek megszerezni, ami jó nekik. A hivatalnokokat képességeik alapján kell kiválasztani és nem származásuk vagy erényeik alapján, s folyamatos ellenőrzés alatt kell tartani őket. Az uralkodó feladata az, hogy megfelelő törvényeket hozzon, valamint engedelmes hivatalnokapparátust hozzon létre. Ha ez megvalósul, attól kezdve nem is kell közvetlenül beleszólnia a kormányzásba. Az sem számít, hogy az uralkodó erényes-e, mivel az emberek kötelességtudóan szolgálják majd őt.
Érdekesség, hogy a Hat-dinasztia, valamint a Tang-dinasztia uralkodása idején Han Fej (Han Fei) munkájára elsősorban irodalmi formáinak és stílusainak sokfélesége miatt néztek fel, a Szung (Song)-korban pedig híres írástudók bocsátkoztak polémiába a szerzővel.

## Han Fej-ce(Han Feizi)bírálata
„Han Fej-ce (Han Feizi) módszere: világossá tenni a törvényeket és megbecsülni az érdemes tetteket. Nem tartotta jutalomra érdemesnek azt, aki noha kiváló ember, semmilyen hasznot nem hajt az országnak. Ugyanakkor büntetésre méltónak sem tartotta, azokat a méltatlan embereket, akik semmilyen kárt nem okoztak a jó kormányzásnak.”
Vang Csung (Wang Chong) bírálatában szembeszáll Han Fej-ce (Han Feizi) azon véleményével, amely szerint az írástudók nem hajtanak semmi hasznot, és csak kárt okoznak. Nehezményezte továbbá, hogy noha Han Fej (Han Fei) elítélte az érdemtelenek jutalmazását és az ártatlanok gyilkolását, mikor Taj-kung (Taigong) ártatlanokat gyilkoltatott le, Han Fej (Han Fei) azt helyeselte; így tehát aki Han Fej-ce (Han Feizi) kormányzási módszereit követi, az ártatlanokat gyilkol le. Vang Csung (Wang Chong) kritikáját képezte továbbá, hogy noha Han Fej-ce (Han Feizi) tudta, hogy a legjobb módszer az erényre (de) való támaszkodás, mégis a törvények és kormányzási módszerek kidolgozásakor figyelme főleg a büntetésekre irányult.
Vang Csung (Wang Chong) a Mérlegelések (Lung-heng (Lungheng)) című művében végül a legizmus és Han Fej-ce (Han Feizi) tanításának egyik fő fogalmának, a törvénynek (fa) legnagyobb kritikáját fogalmazza meg:

„Ha a törvények magasan állnak <félelmet gerjesztenek>, akkor a nép közt nem lesz bűnös; ha pedig a törvények nem állnak magasan, akkor a nép közül sokan fognak bűnt elkövetni. Mármost, ha mit sem szólunk a bölcs király (ming-vang (mingwang) 明王) büntetéseiről és magasan álló <félelmet gerjesztő> törvényeiről, hanem arról beszélünk, hogy keresni kell a bűnt és meg kell büntetni, nos minthogy bűnök felkutatásáról van szó, ez annyit jelent, hogy a törvények nem állnak magasan, s a nép alkalomadtán megsérti őket. Hogy a világban ne a törvények világossá tevésére fordítsuk minden figyelmünket, hanem igyekezetünket a bűnök felkutatására összpontosítsuk, nos, Hanzinek ez az elmélete még a törvény fogalmának (fa 法) is alaposan ellentmond. Aki el akar torlaszolni egy csatornát, annak tudnia kell, hogy óhatatlanul vízbe fúl; aki nem próbálkozik a csatorna eldugaszolásával, hanem készenlétbe helyezi csónakját és evezőit, az felismerte, hogy a víz folyását alaptermészetéből következőleg (hszing (xing) 性) nem lehet megállítani, s hogy hatalmi helyzetéből (si (shi) 势) kifolyólag óhatatlanul megfullasztja az embert. Ha egy alattvaló vagy fiú alaptermészetéből (hszing (xing)) kifolyólag bűnt akart elkövetni fejedelme vagy atyja ellen, az olyasféle, mint amikor a víz alaptermészetéből (hszing (xing)) kifolyólag megfullasztja az embert. S ha valaki nem arra tanít, hogy meg kell előzni a bűnt, és csupán azt ítéli el, hogy nem hallunk és nem tudunk róla, az mintha csak azt tanítaná, hogy ne törődjünk a víz ellen védelmet nyújtó eszközökkel, mindössze igyekezzünk idejekorán „megtudni”, hogy a víz megfullasztja az embert. Aki vízbe fullad, az nem tehet szemrehányást a víznek, csak önmagát hibáztathatja, mert maga volt, aki elmulasztotta a megelőzést és felkészülést, miként tehát a fejedelem is, akit alattvalói megfosztottak hatalmától, maga volt, aki hagyta veszendőbe menni a törvényeket (fa). Mint ahogy a vízbefúlás ellen sem azzal védekezhetünk, hogy megpróbáljuk megállítani a víz folyását, úgy a hatalomtól való megfosztás ellen sem az nyújt védelmet, hogy (a fejedelem) kutatgatja az alattvalók bűneit; Hanzinek éppen erre kellett volna tanítania. A víznek olyan az alaptermészete (xing), hogy le tudja győzni a tüzet, de ha egy üstbe öntötték bele, akkor a víz (a tűz hatására) forrni kezd, és semmiképpen nincs módja rá, hogy győzelmet arasson. Nos, a fejedelem hasonló a tűzhöz, az alattvalók hasonlók a vízhez, a törvényesség (fadu) pedig maga az üst. S amikor a tűz nem keresgéli a víz bűneit, a fejedelem se kutatgassa alattvalóinak bűneit.”